# نمل
سوره نمل سوره ۲۷ از قرآن است و ۹۳ آیه دارد. همانند دیگر سوره‌های مکی، این سوره بیشتر بر اعتقادات پایه‌ای اسلام مانند مبدأ و معاد متمرکز است و از قرآن، وحی و نشانه‌های خدا در جهان سخن می‌گوید. همچنین، این سوره داستان پنج پیامبر را بازگو می‌کند. داستان سلیمان، ملکهٔ سبا، و سخن گفتن سلیمان با مورچه‌ها در این سوره منشأ نامگذاری آن است. این سوره با نوید شروع شده و با انذار پایان می‌یابد.این سوره تنها سوره ای است که دو بسم الله الرحمن الرحیم دارد.